# Complainte
Complainte（フランス語、コンプラント）とは、中世フランス・プロヴァンスの抒情詩の一種。日本語では哀歌（あいか）、悲歌（ひか）、嘆き歌（なげきうた）と訳される。
プラーニュとは違って、「死」だけでなく、それ以外の不幸も扱った。よくあるテーマは、十字軍遠征中の戦争での敗北、習慣の腐敗、聖墳墓教会の喪失などだったが、報われない愛といった個人的な出来事も歌われた。また聖書や中世の伝説を題材にすることもあった。自由な形式で作られ、同時代にあった他のジャンル、ディ（Dit）、サリュ・ダムール（Salut d'amour）、シルヴェンテスとははっきりと区別される。
代表的なcomplainteには、ルイ8世の死（1226年）を悼んだRobert Sainceriauxの『Sermon』、ルイ9世の死（1270年）を悼んだ『Regres au roi Loëys』、リュトブフ（Rutebeuf）の『C’est la complainte d’outremer』などがある。
ルネサンス期になって、クレマン・マロ、Roger de Collerye、そしてプレイヤード派のピエール・ド・ロンサールらがcomplainteを復活させた。この時期のcomplainteには、ロンサールの『Complaintes contre Fortune』（1559年）、ジョアシャン・デュ・ベレーの『Complainte du Désespéré』（1559年）といったものがある。
フランス革命の時には、ジャン＝ポール・マラーなどへのComplainteもあった。
イギリスには、14世紀にジェフリー・チョーサーが『The Compleynt of Venus』でcomplainteを移植し、エドマンド・スペンサーの『瞑想詩集（Complaints Containing sundrie small Poemes of the Worlds Vanitie）』（1591年）、エドワード・ヤング（Edward Young）の『The Complain（Night Thoughts on Life, Death and Immortality）』などが作られた。

## 音楽のcomplainte
- フランツ・リスト『Complainte』（1847年 - 1848年）
- クルト・ヴァイル『セーヌ哀歌（Complainte de la Seine）』（1934年）
- シャンソン『モンマルトルの丘（La Complainte de la butte）』 - 映画『フレンチ・カンカン』のために作られたシャンソン。作詞：ミシェル・ヴォケーレ、音楽：ジョルジュ・ヴァン・パリス。
- ミッシェル・ポルナレフ『ミカエルへの哀歌（Complainte A Michael）』（1967年）